# Šťastného vila (Zlín)
Šťastného vila, někdy též vila ředitele Šťastného, je rodinný dům ve Zlíně v ulici Pod Stráněmi čp. 743. Vilu si nechal vystavět jeden z ředitelů firmy Baťa, konkrétně ředitel Baťových punčocháren Šťastný. Vznikla mezi lety 1939 a 1940 podle plánů neznámého architekta, je však někdy připisována Vladimíru Karfíkovi. V roce 2000 byla zapsána na seznam nemovitých kulturních památek.

## Vznik a popis
Rodinný dům ředitele punčocháren a jeho rodiny se řadí ke skupině ředitelských vil projektovaných architektem Karfíkem, jako byly vily Čiperova, Hlavničkova, Malotova a Vavrečkova. Ačkoli Karfík dost možná nebyl přímo autorem architektonického projektu, jeho koncepce a detaily jsou natolik blízké vilám ředitelů, že je jeho účast považována za pravděpodobnou.
Šťastného vila je někdy označována za funkcionlistickou, jindy za účelově či programově nefunkcionalistickou stavbu. Stojí samostatně v zahradním areálu, který je situovaný u paty svahu severně od centra města v části Čepkov.
Jedná se o jednopatrovou vilu obdélného půdorysu s jednoosým nárožním rizalitem, který je v přízemí členěn tříbokým proskleným arkýřem. Ve čtyřosém vstupním průčelí vede čtyřstupňové schodiště ke vstupu, zastíněnému balkonem v 1. patře. Trojdílná okna, chráněná horizontální žaluzií, osvětlují obytné prostory, zatímco okna asi třetinových rozměrů osvětlují hospodářské prostory. V přízemí jsou rovněž vrata do garáže a nad nimi kruhové okno. Římsa nese valbovou střechu se segmentovým vikýřem, zakončenou mohutným komínem. V patře zadního průčelí jsou pásová okna osvětlující schodiště a halu.
Vnitřní dispozice domu je uspořádána kolem centrální schodišťové haly. Komunikační prostory jsou vydlážděné mozaikou, v obytných místnostech se zachovaly původní dřevěné vlysy. Přízemí je dvojtraktové s hospodářským zázemím v pravé části a společenskými obytnými prostorami v levé části s rizalitem. Dřevěné schodiště vede podél zadní stěny haly a patro se dělí podélně chodbou, z níž vedou dveře do jednotlivých ložnic.

## Stav a památková ochrana
Budova zůstala v majetku rodiny stavitele a slouží svému původnímu účelu, díky čemuž se zachovala ve velmi dobrém původním stavu včetně interiéru. U všech dveří zůstaly originální zárubně i kování, v ložnicích a koupelnách se dochoval vestavěný nábytek, obložení i armatury.
V prosinci 2000 byla budova vily spolu se zahradou se vzrostlými stromy a keři prohlášena rozhodnutím Ministerstva kultury ČR za kulturní památku.